# Kamratvallen
Kamratvallen – stadion piłkarski w Holmsund, w Szwecji. Został otwarty w 1926 roku. Może pomieścić 1000 widzów. Swoje spotkania rozgrywają na nim piłkarze klubu IFK Holmsund. W sezonie 1967 obiekt gościł spotkania rozgrywek Allsvenskan (najwyższy poziom ligowy) z udziałem tego zespołu.